# Иван Налбантов
Вижте пояснителната страница за други личности с името Налбантов.
Иван Лилов Налбантов е български актьор и писател.

## Биография
Роден е на 5 август 1940 година. Завършва средно образование в Карлово и ВИТИЗ „Кръстьо Сарафов“ в класа на проф. д-р Кръстьо Мирски.
Участва в различни самодейни колективи. След завършване на средното образование е приет за студент по българска филология в Софийския държавен университет и по актьорско майсторство във ВИТИЗ „Кръстьо Сарафов“. Като студент много често е гостувал на пионерския лагер „Гена Павлова“ в „Алтъпармак“ и е показвал кратки сценични етюди. Играе в Държавния театър в Сливен в периода (1965 – 1967). От 1967 година е актьор в трупата на Театър „Българска армия“.
Иван Налбантов има над 100 роли в театъра , телевизията  и киното. Удостоен е с почетното звание „Заслужил артист“. Носител е на много български и чуждестранни награди, сред които „Золотая муза“, Награда на Министерството на просветата на Унгария, Международна награда на името на Ахмад Ал-Ахмади и други. Лауреат е на национални конкурси за художествено слово. Обявен е за най-добрия рецитатор сред актьорите в България.
В свободното време пише поезия и проза. Преподавател е по „Сценична реч“ в НАТФИЗ, доцент. Води клас по актьорско майсторство в Пловдивския университет „Паисий Хилендарски“ в Пловдив. Негов асистент е актьорът Стефан Попов от Пловдивския театър.
Член е на Съюза на българските писатели.
През април 2019 г. е обявен за носител на наградата за цялостно творчество на годишните награди „Аскеер“.
Умира на 10 май 2021 г.

## Награди и отличия
- Аскеер 2019 за Цялостен принос в театралното изкуство.
- „Заслужил артист“
- „Золотая муза“
- Награда на Министерството на просветата на Унгария
- Международна награда на името на Ахмад Ал-Ахмади
- Най-добрия рецитатор сред актьорите в България

## По-значими роли в театъра
- Говоруха в „Балада за поручик и Мартюка“, драматизация на Бр. Крефт по повестта „Четиридесет и първия“ на Борис Лавреньов
- Кралят в „Светая Светих“, Бърнард Шоу
- Наполеон в „Избраникът на дявола“, Бърнард Шоу
- Влас в „Дачници“, Максим Горки
- Найден в „Майстори, Рачо Стоянов
- Тита Нане в „Рибарски свади“, Карло Голдони
- Андрю Чикчирик в „Дванадесета нощ“, Уилям Шекспир
- Крумов в „Подробности от пейзажа“, Станислав Стратиев
- Милан в „И слезе Господ на Земята“, Неда Антонова
- Бабина душица в „Опит за летене“, Йордан Радичков
- Боря Челезньов' във „Веранда в гората“, Михаил Дворецки
- Катиело в „Събота, неделя, понеделник“, Едуардо Де Филипо
- Клисар в „Железният светилник“, Димитър Талев
- Попа в „Да разлаем кучетата“
- Карл в „Света Йоана“, Бърнард Шоу
- Наполеон в „Избраникът на съдбата“, Бърнард Шоу
- Лопахин във „Вишнева градина“, Антон Чехов
- Косих в „Иванов“, Антон Чехов

## Телевизионен театър
- „Еленово царство“ (1996) (по Георги Райчев, реж. Вили Цанков)
- „Римска баня“ (1989) (от Станислав Стратиев, реж. Уляна Матева)
- „Егмонт“ (1989) (Гьоте)
- „Преустройство (Два погледа от един кабинет)“ (1988) (Фьодор Бурлацки)
- „Чудото на свети Антоний“ (1987) (Морис Метерлинк) – племенникът на Ортанс
- „Главният редактор“ (1987) (Игор Барах и Олег Сатник)
- „Под тревожните върхове“ (1986) (Драгомир Асенов)
- „Ирина Комнина“ (1984) (Илия Търнин), 3 части
- „Хайдушки копнения“ (1980) (Пейо Яворов) - Яворов
- „Нощният отпуск на затворника М“ (Богдан Глогински) (1978)
- „Дневникът на един руски полковник“ (1977) (К. Василиев) – Ганчо
- „Ленин влезе в нашия дом“ (1977) (Георги Караславов)
- „Сто години самота“ (1976) (Габриел Гарсия Маркес)
- „Албена“ (1968) (Йордан Йовков)

## Филмография
| Година      | Филми и Сериали                                  | Серии  | Копродукции                                          | Роля                                                                   |
| ----------- | ------------------------------------------------ | ------ | ---------------------------------------------------- | ---------------------------------------------------------------------- |
| 2021        | Рая на Данте                                     |        |                                                      | Страхил                                                                |
| 2020        | Февруари                                         |        | България/Франция                                     | Петър Шатъров на 82                                                    |
| 2019        | Денят на бащата (тв сериал)                      | 6      |                                                      | Борис                                                                  |
| 2016        | Безбог                                           |        |                                                      | Йоан                                                                   |
| 2013        | Дървото на живота (тв сериал)                    | 24     |                                                      | кметът                                                                 |
| 2009        | Източни пиеси                                    |        | България/Швеция                                      | бащата на Ицо и Георги                                                 |
| 2003        | Отвъд чертата (тв)                               |        |                                                      | свако Витан                                                            |
| 1987        | Каменната гора (тв)                              |        |                                                      |                                                                        |
| 1985        | Под манастирската лоза                           |        |                                                      |                                                                        |
| 1981        | Морава звезда кървава                            |        |                                                      |                                                                        |
| 1980        | Приключенията на Авакум Захов (тв сериал)        | 6      |                                                      | Авакум Заков, контраразузнавач                                         |
| 1979        | Сами сред вълци (тв сериал)                      | 5      |                                                      | (в 1 серия: II)                                                        |
| 1979        | Мартин Идън                                      |        |                                                      | Джо                                                                    |
| 1978        | Правилата                                        | 2      |                                                      | Ангел Славов, учител по физическо възпитание                           |
| 1978        | Умирай само в краен случай (тв сериал)           | 2      |                                                      | емигрантът Милев – Майк, сътрудник на Дрейк                            |
| 1976        | Войници на свободата („Солдаты свободы“)         | 4      | СССР/България/Унгария/ГДР/Полша/Румъния/Чехословакия | Станко Тодоров (като И. Налбантов в 1 серия: IV)                       |
| 1976 – 1980 | Записки по българските въстания (тв сериал)      | 13     |                                                      | Ради Иванов (в 6 серии: II, III, IV, VI, VII и VIII)                   |
| 1976        | Реквием за една мръсница (тв сериал)             | 2      |                                                      | Апостол Велчев (в „Синята безпределност“ и „Реквием за една мръсница“) |
| 1975        | Мъжки истории/Страници от стария корабен дневник |        |                                                      | журналистът                                                            |
| 1974        | Зарево над Драва                                 | 2      |                                                      |                                                                        |
| 1974        | Белимелецът                                      |        |                                                      | ятакът                                                                 |
| 1972        | Татул                                            |        |                                                      | Иван                                                                   |
| 1971 – 1972 | Това спокойно всекидневие (тв сериал)            | 3      |                                                      | сътрудник на Борман                                                    |
| 1969, 1971  | На всеки километър (тв сериал)                   | 26     |                                                      |                                                                        |
| 1969        | Белият кон                                       |        |                                                      | партизанин                                                             |
| 1969        | Осмият                                           |        |                                                      | Левски                                                                 |
| 1968        | Танго                                            |        |                                                      | Иван Проев, затворник, синът на Тодор                                  |
| 1968        | Мъже в командировка                              | 3 нов. |                                                      | войникът Стоянов, приятелят на Снежа (в 3-та: „Епизодът“)              |